# Ursula Sjöberg

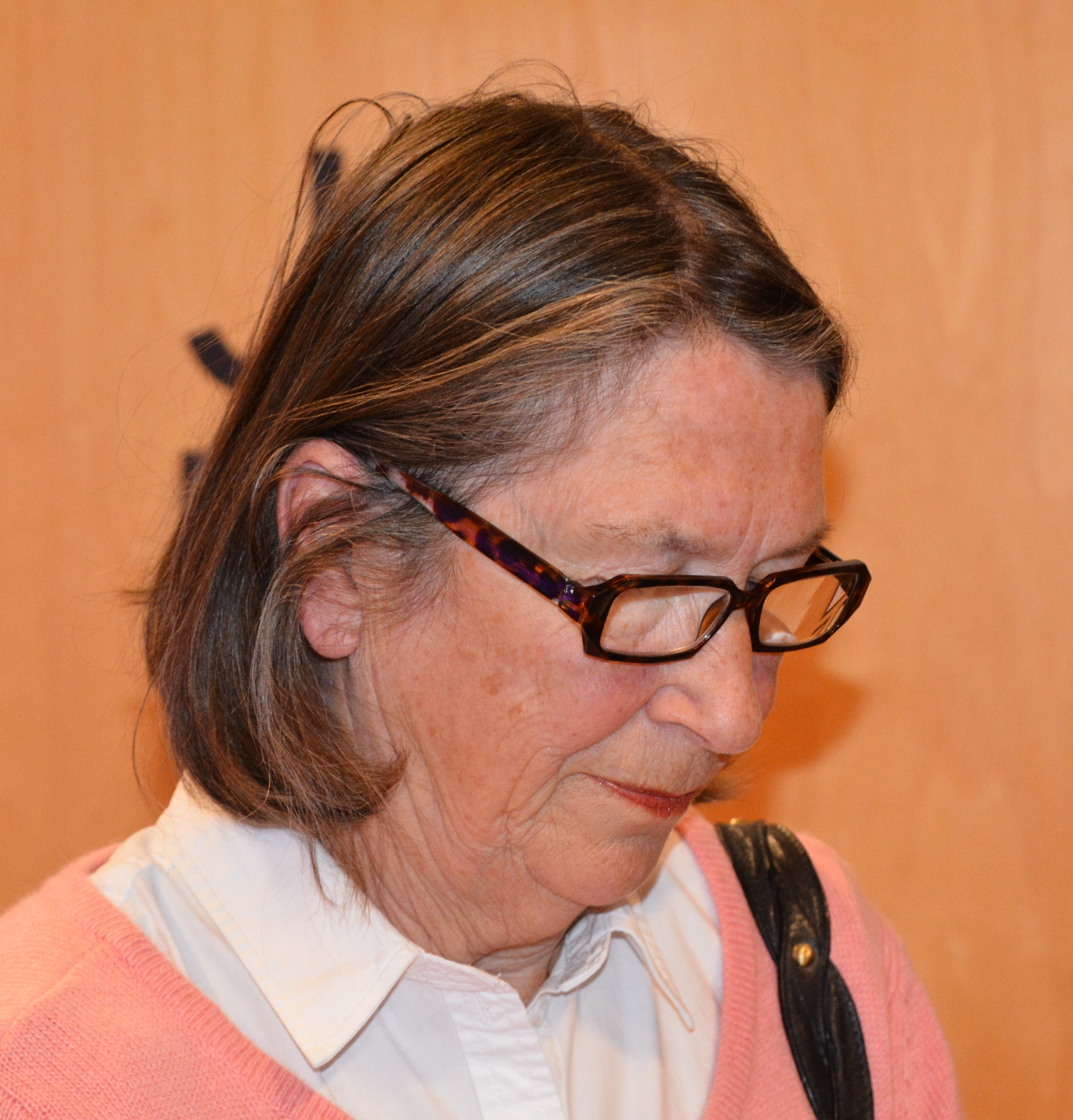
Ursula Sjöberg signerar böcker på Bokmässan i Göteborg 2016.

Ursula Sjöberg, född von Euler 26 juni 1941, är en svensk konstvetare och författare. Hon har varit intendent vid Husgerådskammaren i Stockholm och medverkar som skribent i bokverket De kungliga slotten.
Ursula Sjöberg är dotter till Ulf von Euler och Jane Sodenstierna. Hon studerade konsthistoria vid Stockholms universitet på 1960-talet. Hon disputerade på Stockholms universitet 1993 med en avhandling om Carl Christoffer Gjörwell.
Ursula Sjöberg arbetade många år som intendent på Stockholms auktionsverk och Bukowskis auktionshus i Stockholm med äldre måleri som specialitet.
Hon är gift med Lars Sjöberg, med vilken hon skrivit ett antal böcker om möbler.